# AnnaLynne McCord
AnnaLynne McCord (* 16. července 1987 Atlanta, Georgie, USA) je americká herečka a modelka. Nejvíce se proslavila rolí Naomi Clark v seriálu 90210: Nová generace, spin-offu seriálu Beverly Hills 90210.

## Životopis
AnnaLynne se narodila v Atlantě v Georgii, je dcerou křesťanského pastora. V 15 letech odmaturovala na střední škole a připojila se k modelingové agentuře Wilhelmina Modeling Agency a objevila se v reklamách pro Estée Lauder a pro Seventeen.

## Kariéra

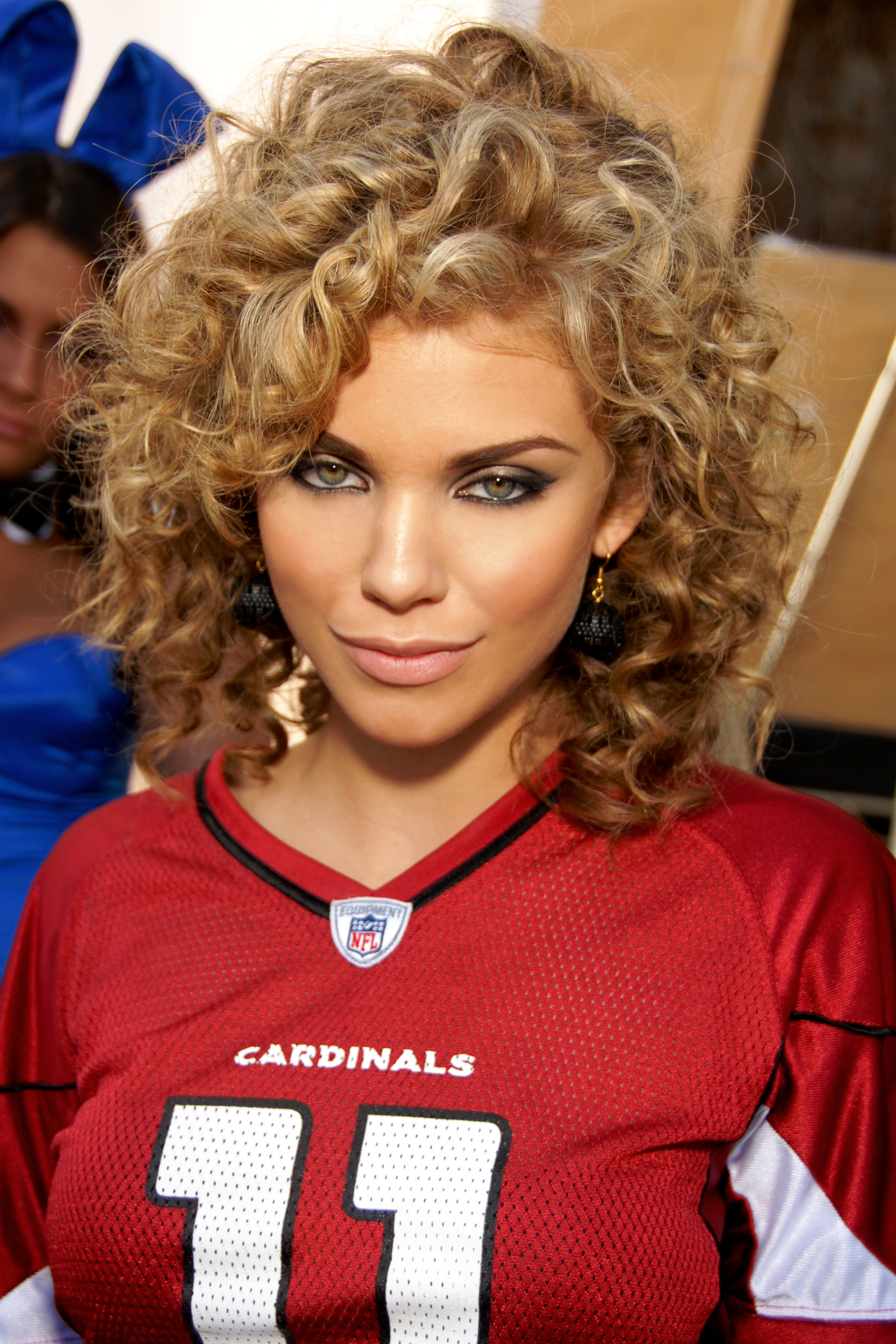
Annalynne v roce 2009

V roce 2005 se objevila v italském filmu Natale a Mimami a v roce 2007 v hororovém filmu Zombies: Den-D přichází. Dále se objevila v seriálech jako Zločiny ze sousedství a O.C., rebelku Loren si zahrála v seriálu American Heiress. Byla obsazena do role v telenovele Rules of Deception, ale show nebyla nikdy vysílána. Zahrála si ve dvou epizodách první série seriálu Ošklivka Betty a v jedné epizod seriálů Greek a Odložené případy. V páté sérii seriálu Platiská chirurgie s. r. o. si zahrála roli Eden Lord.
V roce 2008 byla obsazena do role Naomi Clark v seriálu 90210: Nová generace, spin-offu seriálu Beverly Hills 90210. Za roli získala několik nominací, včetně té na cenu Teen Choice Award v kategorii "Průlomové vystoupení" v roce 2010. Byla zvažovaná na roli Heidi ve filmu Twilight sága: Nový měsíc, ale roli získala Noot Seear.
Přijala roli ve hře Love, Loss, and What I Wore, která se hrála do 27. dubna do 29. května 2011.
V roce 2014 se připojila k seriálu stanice TNT Dallas jako Heather. Hlavní roli si zahrála ve filmu stanice Lifetime Watch Your Back.

## Filmografie

### Film
| Rok  | Název                         | Role            | Poznámky            |
| ---- | ----------------------------- | --------------- | ------------------- |
| 2002 | The Middle of Nowhere         | Cassandra       |                     |
| 2005 | Kurýr 2                       | Dívka v autě    |                     |
| 2005 | Natale a Miami                | Susy            |                     |
| 2007 | Bad Girl Island               | Mornings/Simone |                     |
| 2007 | Sirens of the Caribbean       | Britt           |                     |
| 2008 | The Haunting of Molly Hartley | Suzie Woods     |                     |
| 2008 | Zombies: Den-D přichází       | Nina            | Přímo na DVD        |
| 2009 | Loudilové                     | Gwyneth         |                     |
| 2010 | Amerixa                       | Žena            | krátkometrážní film |
| 2010 | Silný kalibr                  | Gabriella       | Přímo na DVD        |
| 2011 | Krvavá odplata                | Anya            |                     |
| 2012 | Amputace                      | Pauline         |                     |
| 2013 | Policajt na odpis             | Zhanna Dronov   |                     |
| 2013 | Opovržená žena                | Sadie           |                     |
| 2014 | Gutshot Straight              | May             |                     |
| 2015 | Santův malý pomocník          | Billie          |                     |
| 2016 | Trash Fire                    | Pearl           |                     |
| 2016 | Amerigeddon                   | Sam             |                     |
| 2017 | 68 Kill                       | Liza            |                     |
| 2018 | First We Take Brooklynn       | Esther          |                     |
| 2019 | Tone–Deaf                     | Blaire          |                     |
| 2019 | Milkshake Girls               | Jane / Divinity | krátkometrážní film |

### Televize
| Rok     | Název                        | Role              | Poznámky                                      |
| ------- | ---------------------------- | ----------------- | --------------------------------------------- |
| 2006    | O.C.                         | Sexy dívka        | dil: „The Party Favor“                        |
| 2006    | Zločiny v sousedství         | Sara              | dil: „Hot Grrrl“                              |
| 2007    | American Heiress             | Loren Wakefield   | Hlavní role, 65 dílů                          |
| 2007    | Odložené případy             | Becca Abrams      | dil: „Postav se a zakřič“                     |
| 2007    | Ošklivka Betty               | Petra             | 2 díly                                        |
| 2007    | Kriminálka Miami             | Sherry Williamson | dil: „Záchranná pojistka“                     |
| 2007    | Greek                        | Destiny/Patty     | dil: „Friday Night Frights“                   |
| 2007-09 | Plastická chirurgie s. r. o. | Eden Lord         | 12 dílů                                       |
| 2008    | Head Case                    | Tardovo rande     | dil: „A Tard All Seasons“                     |
| 2008-13 | 90210: Nová generace         | Naomi Clark       | Hlavní role, 114 dílů                         |
| 2011    | Když mi bylo 17              | Samu sebe         | dil: „Annalynne McCord, Estelle, Mike Posner“ |
| 2014    | Dallas                       | Heather           | 9 dílů                                        |
| 2014    | The Christmas Parade         | Hayley Anderson   | TV film                                       |
| 2014    | Stalker                      | Nina Preston      | dil: „Fanatic“                                |
| 2015    | Not So Union                 | Marilyn           | dil: „We're Best Frieds“                      |
| 2015    | Watch Your Back              | Sarah Miller      | TV film                                       |
| 2016    | Tajnosti a lži               | Melanie Warner    | Vedlejší role (2. řada, 7 dílů)               |
| 2016    | Lucifer                      | Delilah           | dil: „Pilot“                                  |
| 2016    | Noční směna                  | Jessica Sander    | 6 dílů                                        |
| 2016    | Kráska a zvíře               | Diane Vaughn      | dil: „Láska a boj“                            |
| 2018    | Let's Get Physical           | Claudia           | 8 dílů                                        |
| 2019    | Nightmare In Paradise        | Liz               | TV film                                       |

### Hudební videa
| Rok  | Název               | Umělec     | Poznámky |
| ---- | ------------------- | ---------- | -------- |
| 2003 | „Baby, I'm in Love“ | Thalía     |          |
| 2015 | „Below“             | White Lung |          |